# Hendrik Forstner van Dambenoy

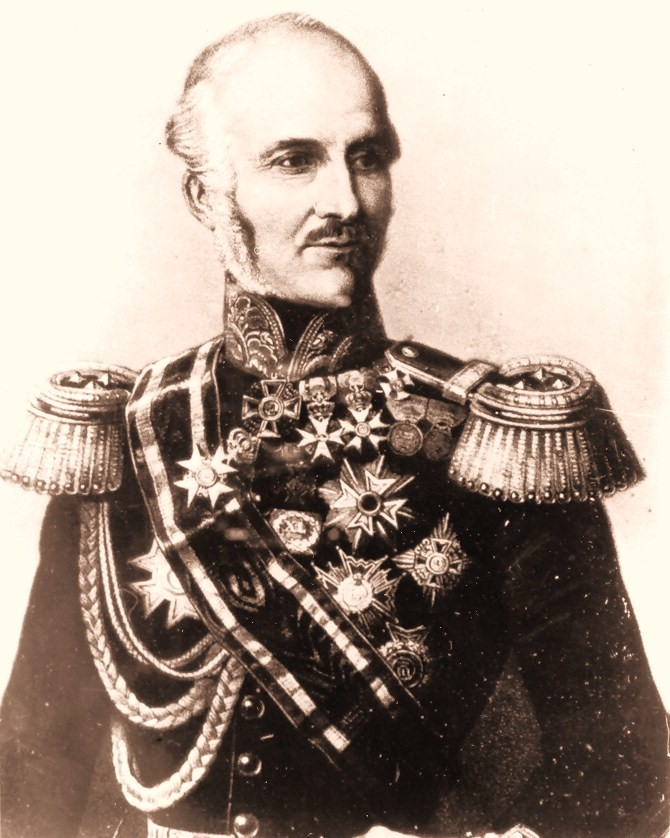
Hendrik Forstner van Dambenoy

Hendrik Frederik Christoph Baron Forstner van Dambenoy (* 15. August 1792 in Maastricht; † 23. März 1870 in Utrecht) war ein niederländischer Offizier und konservativer Politiker, der 1828 den Titel eines Barons verliehen bekam und zwischen 1852 und 1858 in mehreren Regierungen Kriegsminister war. Er fungierte zudem von 1854 bis 1855 als kommissarischer Marineminister. 1857 wurde ihm der Ehrentitel eines Staatsministers verliehen.

## Leben
Hendrik Frederik Christoph Baron Forstner van Dambenoy stammte aus einer ursprünglich deutschen Offiziersfamilie, während sein Vater C. H. F. W. Baron Forstner van Dambenoy (1762–1837) Offizier im US-amerikanischen und niederländischen Diensten war. Er begann ebenfalls eine militärische Laufbahn und bekam 1828 den Titel eines Barons verliehen. Während der Belgischen Revolution wurde er 1831 als Unterhändler von General Bernardus Johannes Cornelis Dibbets, dem Oberbefehlshaber der mobilen Armee, nach Maastricht entsandt. Am 1. April 1841 wurde er zum Oberstleutnant (Luitenant-kolonel) befördert und fungierte vom 1. März 1843 bis 15. Juli 1852 als Chef des Topographischen Büros des Kriegsministeriums. Nach seiner Beförderung zum Oberst (Kolonel) diente er zwischen dem 1. September 1849 und dem 1. Februar 1850 zunächst als Gouverneur der Königssöhne Wilhelm Nikolaus Alexander Friedrich Karl Heinrich (1840–1879), Wilhelm Friedrich Moritz Alexander Heinrich Karl (1843–1850) und Wilhelm Alexander Karl Heinrich Friedrich (1851–1884) und war im Anschluss im Rang eines Großoffizier des Königlichen Hofes vom 1. Februar 1850 bis 3. September 1858 Intendant für die Ausbildung der Söhne des Königs.
Nach seiner Beförderung zum Generalmajor (Generaal-majoor) wurde Baron Forstner am 15. Juli 1852 als Nachfolger des zurückgetretenen Johannes Theodorus van Spengler zum Kriegsminister (Minister van Oorlog) in das  Kabinett Thorbecke I berufen. Das Amt des Kriegsministers übernahm er im Anschluss auch im Kabinett Van Hall/Donker Curtius (19. April 1853 bis 1. Juli 1856) sowie vom 1. Juli 1856 bis zum 1. Januar 1858 im Kabinett Van der Brugghen, woraufhin Cornelis Theodorus van Meurs seine Nachfolge antrat. Während seiner Ministerzeit erhielt er am 1. Januar 1855 seine Beförderung zum Generalleutnant (Luitenant-generaal) und geriet 1856 mit Ministerpräsident Floris Adriaan van Hall in Konflikt wegen der Enthüllung des Metallkreuz-Denkmals (Metalen-Kruismonument) auf dem Dam-Platz in Amsterdam zur Erinnerung an den Zehn-Tage-Feldzug (Tiendaagse Veldtocht) von 1831. Van Hall wollte zu Forstners Bestürzung, dass der König wegen der Beziehung zu Belgien Abstand von der Enthüllung halten sollte. 1856 wurde sein Budget von der Zweiten Kammer der Generalstaaten mit einer knappen Mehrheit von 34 zu 33 Stimmen angenommen. Am 27. November 1857 trat er als Kriegsminister zurück, nachdem die Zweite Kammer seinen Haushalt mit 36 zu 32 Stimmen abgelehnt hatte. Zuvor hatte er allerdings seinen altersbedingten Rücktritt angekündigt.
Nach dem Rücktritt von James Enslie übernahm Baron Forstner im Kabinett Van Hall/Donker Curtius vom 16. Dezember 1854 bis zu seiner Ablösung durch Abraham Johannes de Smit van den Broecke am 8. Februar 1855 auch kommissarisch das Amt des Marineministers (Minister van Marine ad interim).
Nach seinem Ausscheiden aus der Regierung wurde Hendrik Forstner van Dambenoy am 30. Dezember 1857 der Ehrentitel eines Staatsministers (Minister van Staat) verliehen, den er bis zu seinem Tode am 23. März 1870 führte. Er fungierte des Weiteren zwischen dem 2. Januar 1858 und dem 23. März 1870 als Generaladjutant von König Wilhelm III. Außerdem war er Präsident des Vereins zur Förderung des verarbeitenden Gewerbes und des Handwerks in den Niederlanden und engagierte sich als Ältester der Wallonischen Kirche in Den Haag. Sein Sohn heiratete 1872 eine Tochter von Jacob van Zuylen van Nijevelt, der unter anderem 1861 Ministerpräsident war.